# Zwingelput
Een zwingelput of draaiput is een waterput met een (houten) opbouw (het puthuisje) waarin een katrol- of lier-mechanisme bevestigd is om water uit de grond boven te halen. Boven op de vaak stenen put werd een houten opbouw met dak gebouwd waarin een houten rol bevestigd werd waaromheen het touw gedraaid werd. Deze houten rol werd met de hand aangedreven door een grote zwengel ("zwingel"), waarmee het water naar boven werd "gezwingeld".

## Zuid-Limburg
Zwingelputten komen onder andere veelvuldig voor in Nederlands Zuid-Limburg waar de meeste zwingelputten te vinden zijn in dorpen en buurtschappen die gelegen zijn op de hogere delen van het landschap. In dorpen waar men geen beschikking had over een beek werd dan een put aangelegd om toch water te hebben voor het vee, de was of het huishouden. De putten zijn vaak in gebruik geweest totdat de dorpen werden aangesloten op de waterleiding. Vanwege de cultuur-historische waarde zijn een aantal van deze putten bestempeld als rijksmonument.

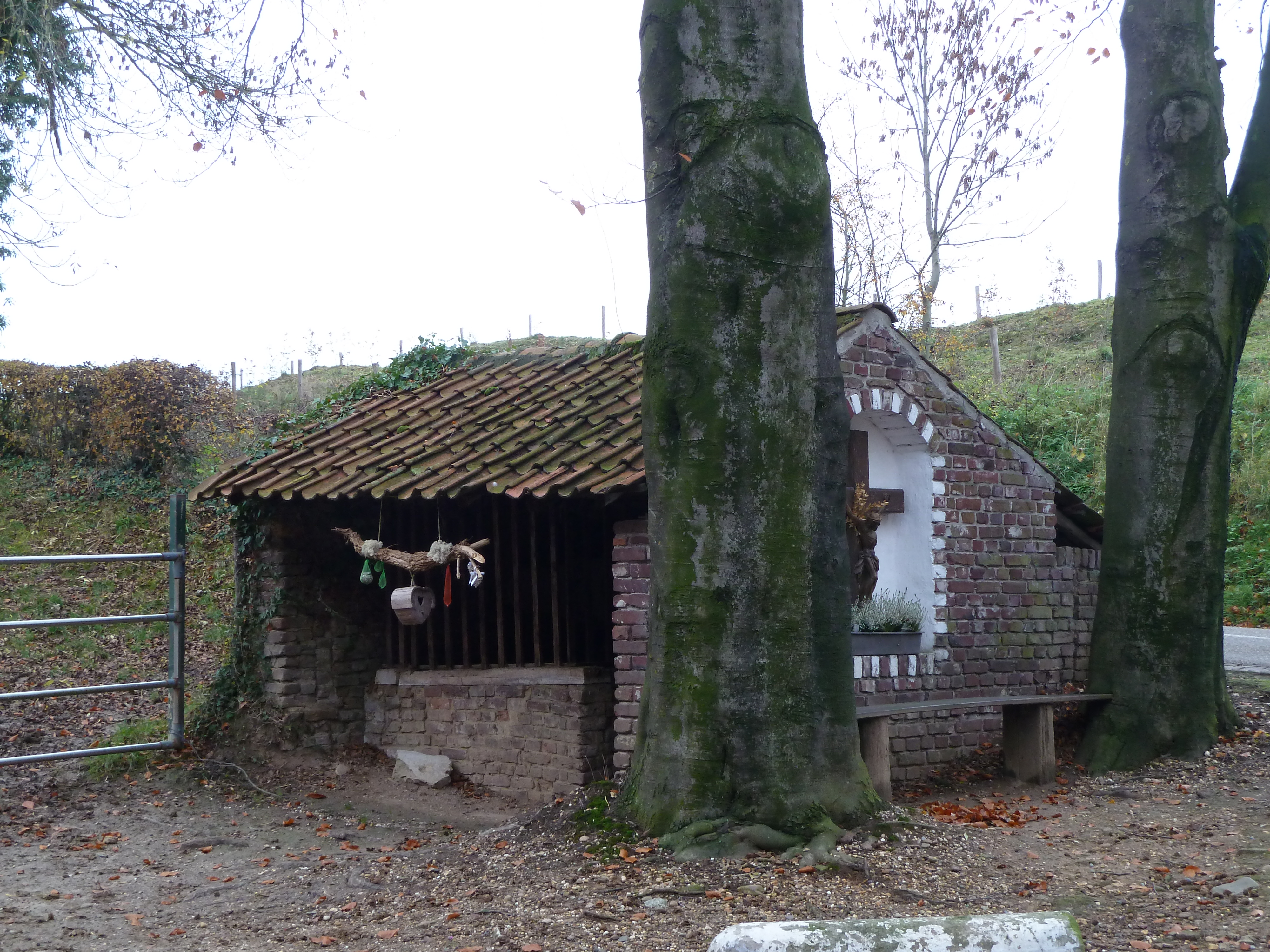
Aalbeek
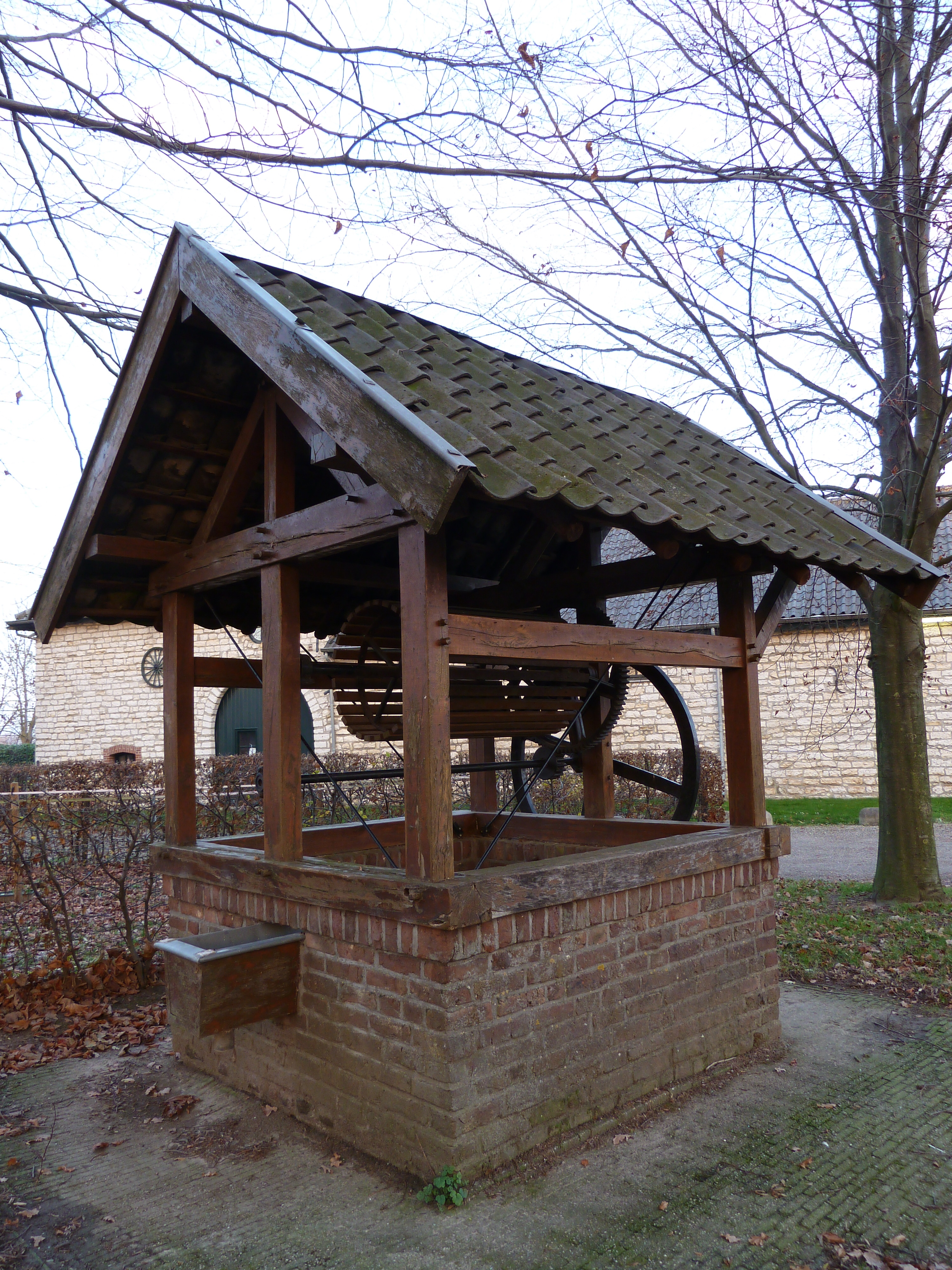
Baneheide
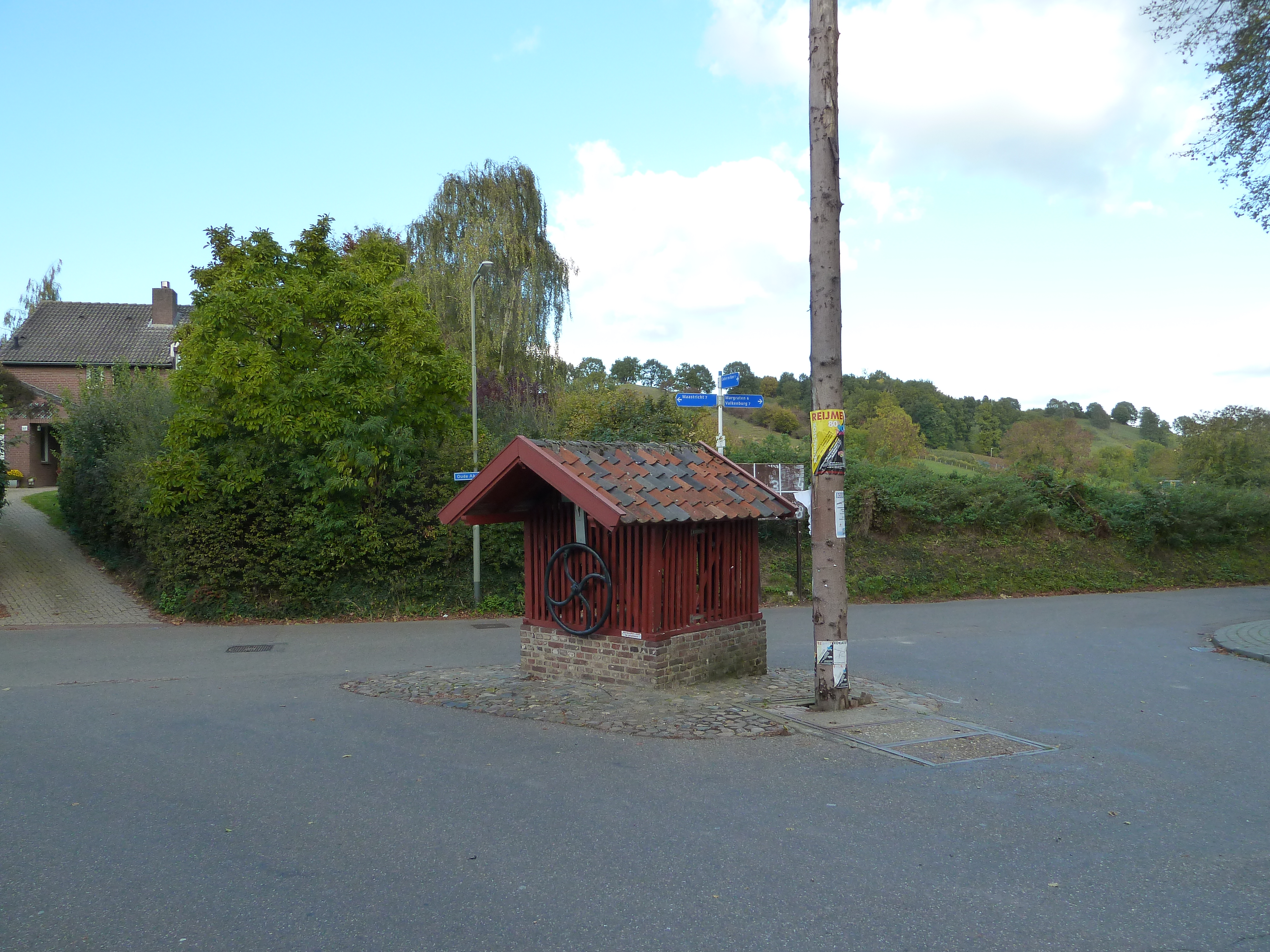
Bemelen (midden op de kruising, rijksmonument)
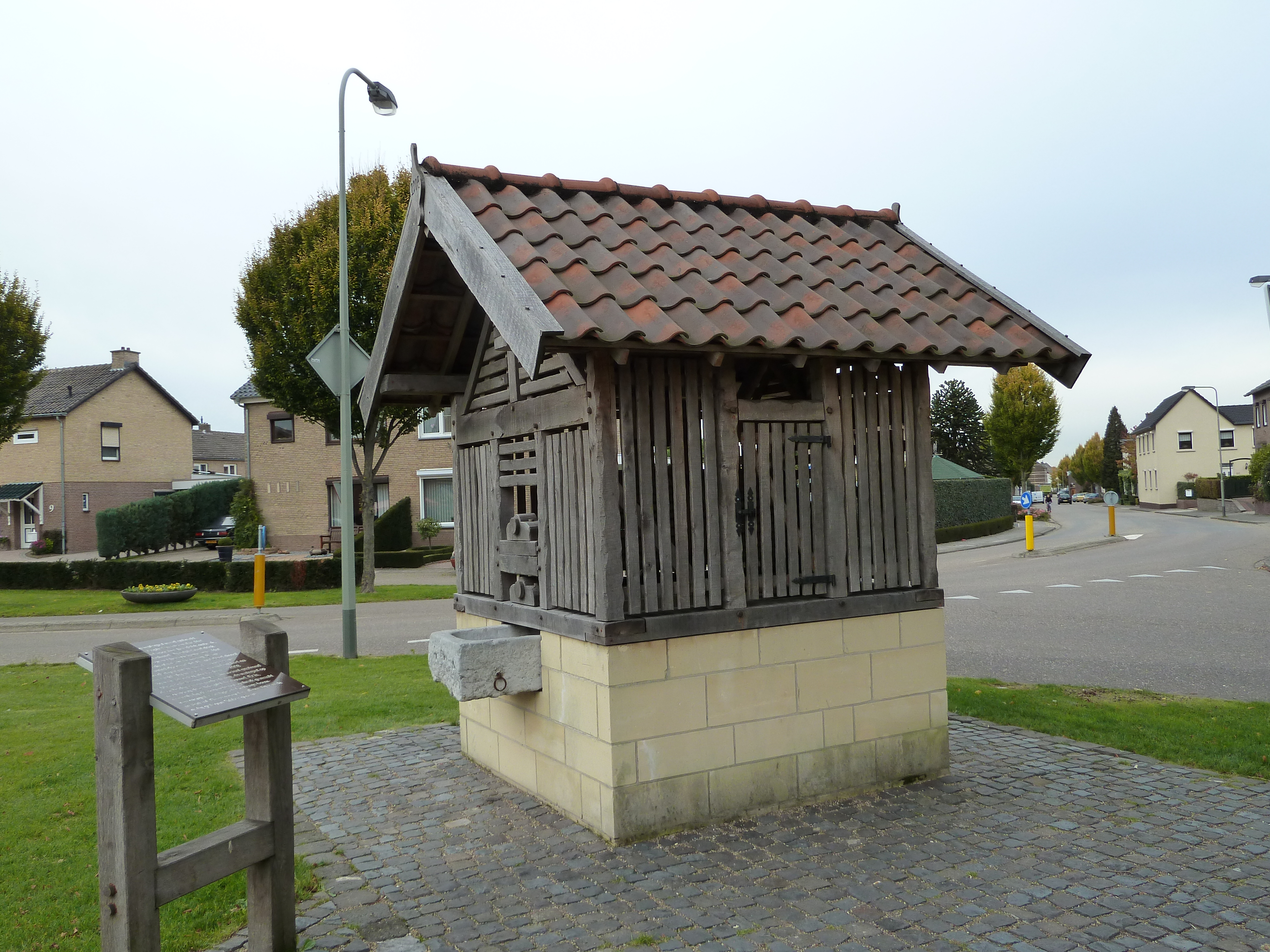
Berg (nagebouwd op zelfde plek)
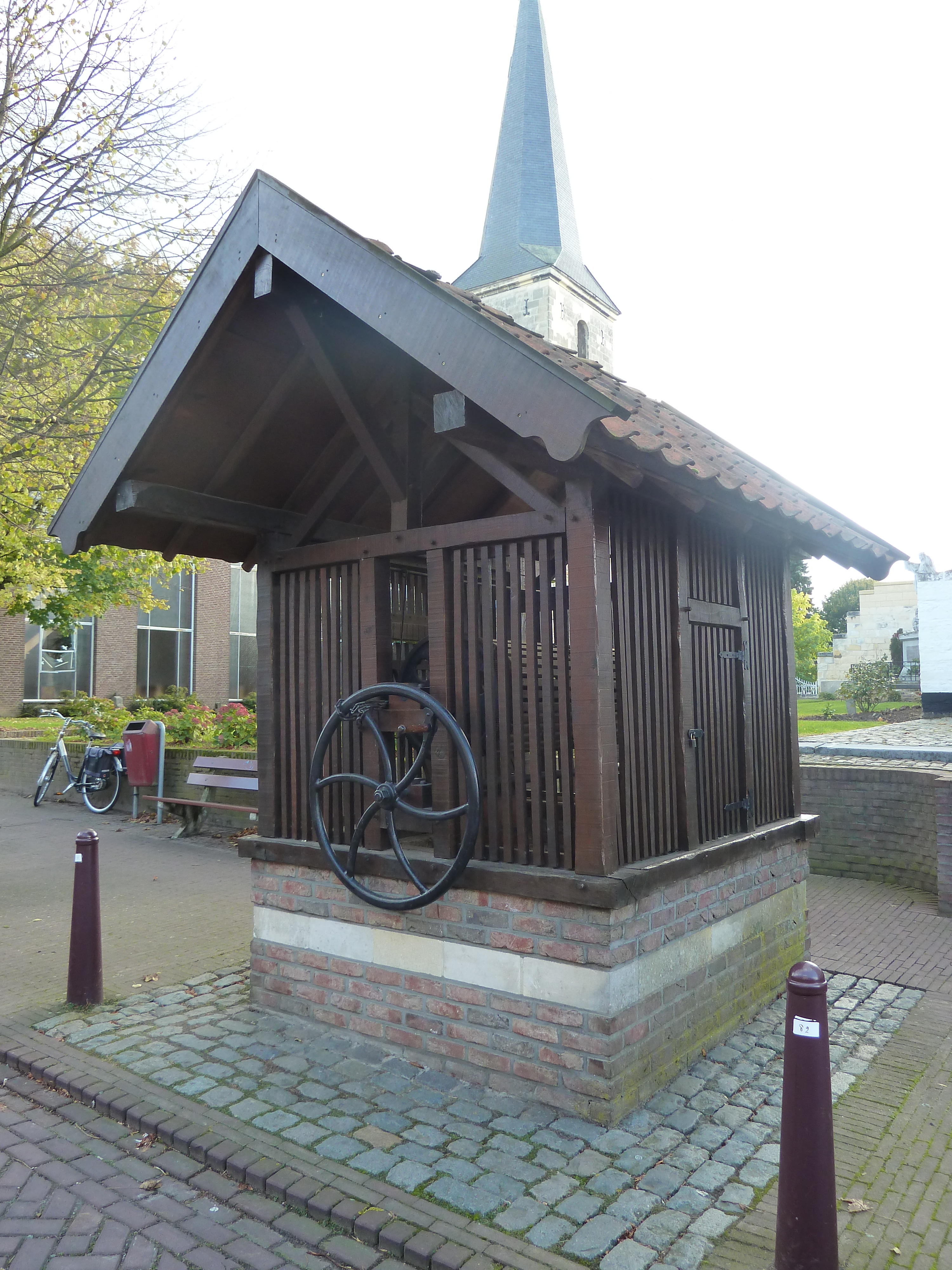
Cadier en Keer
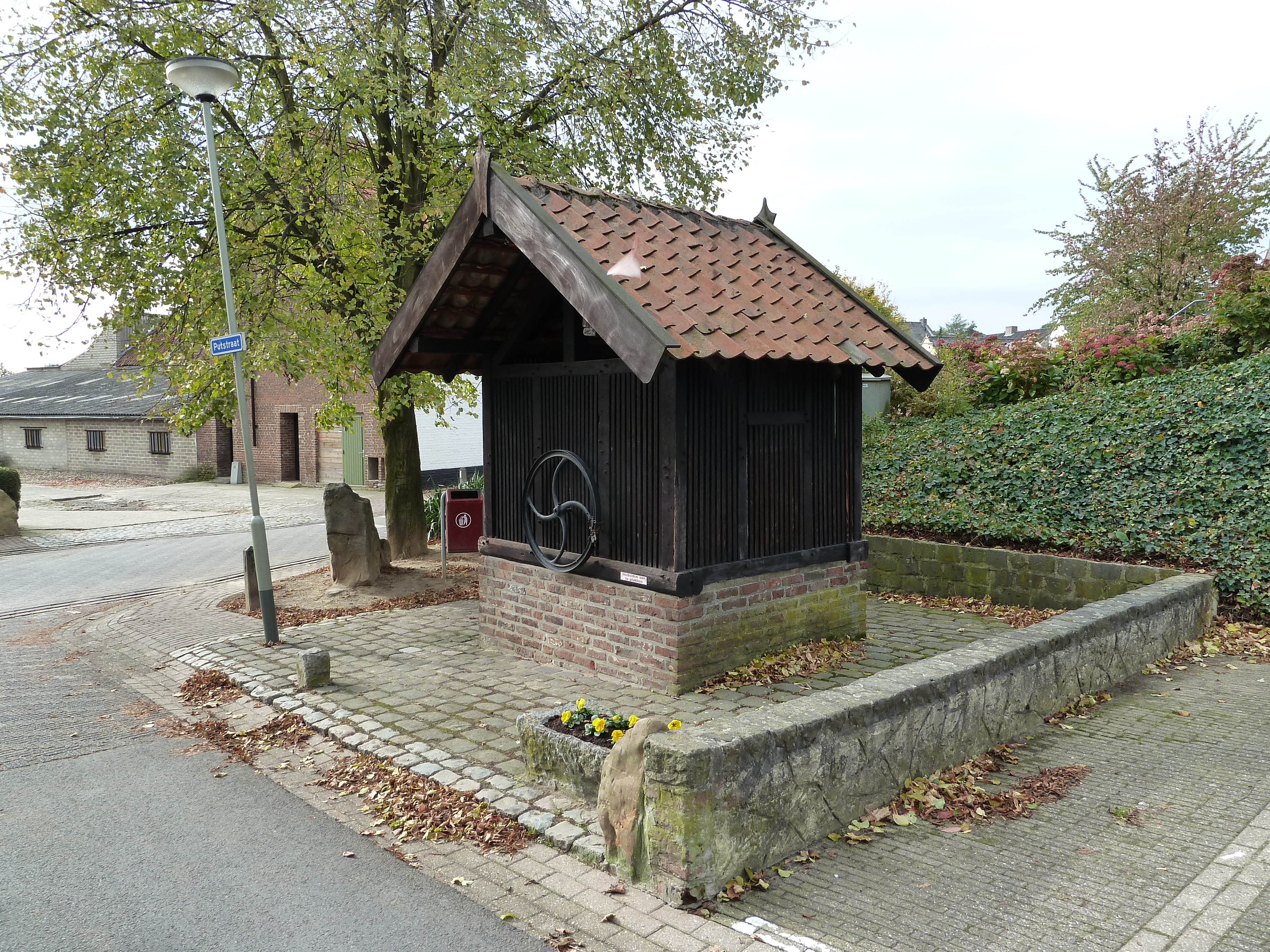
Eckelrade (Putstraat)
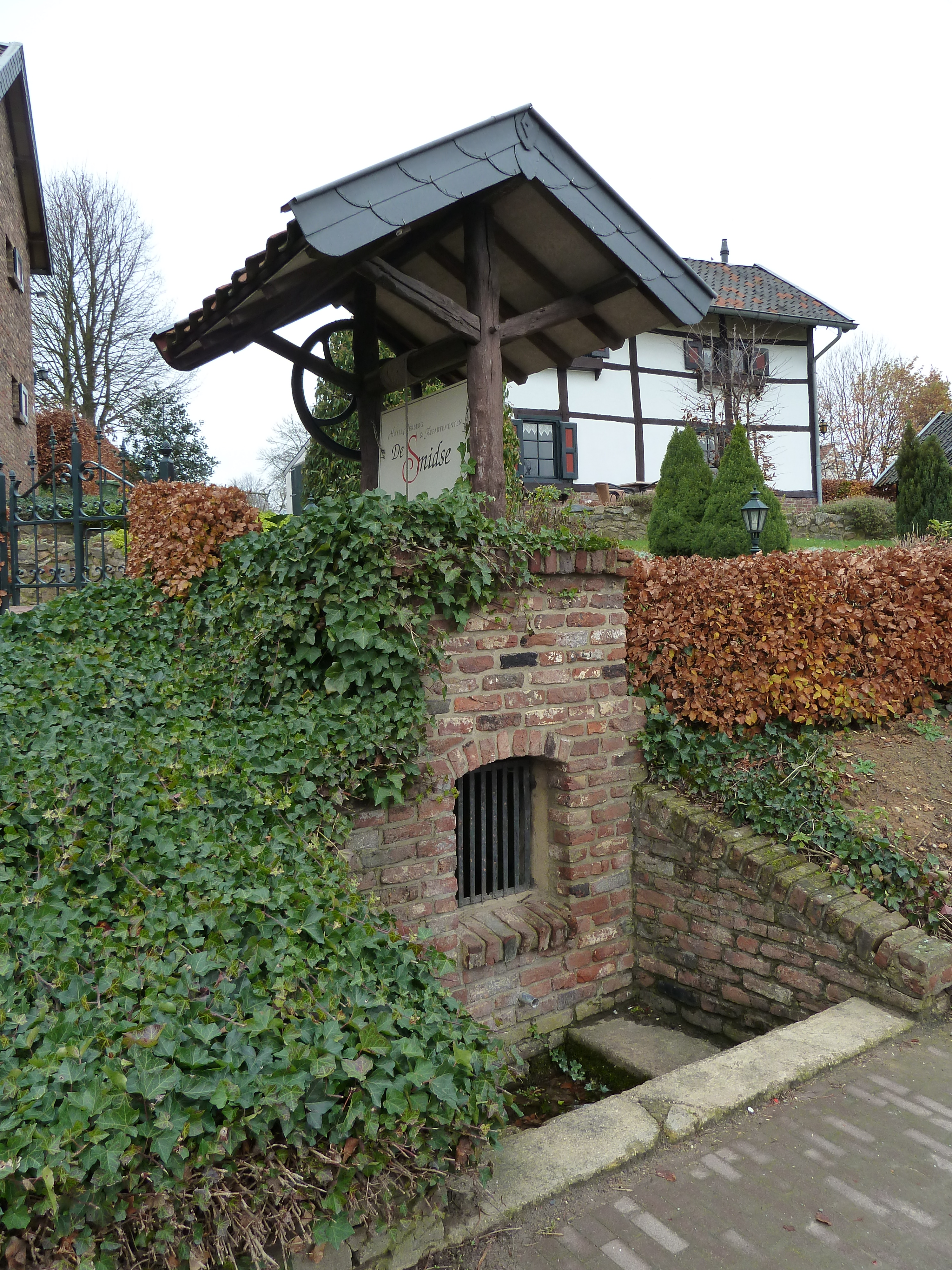
Epen
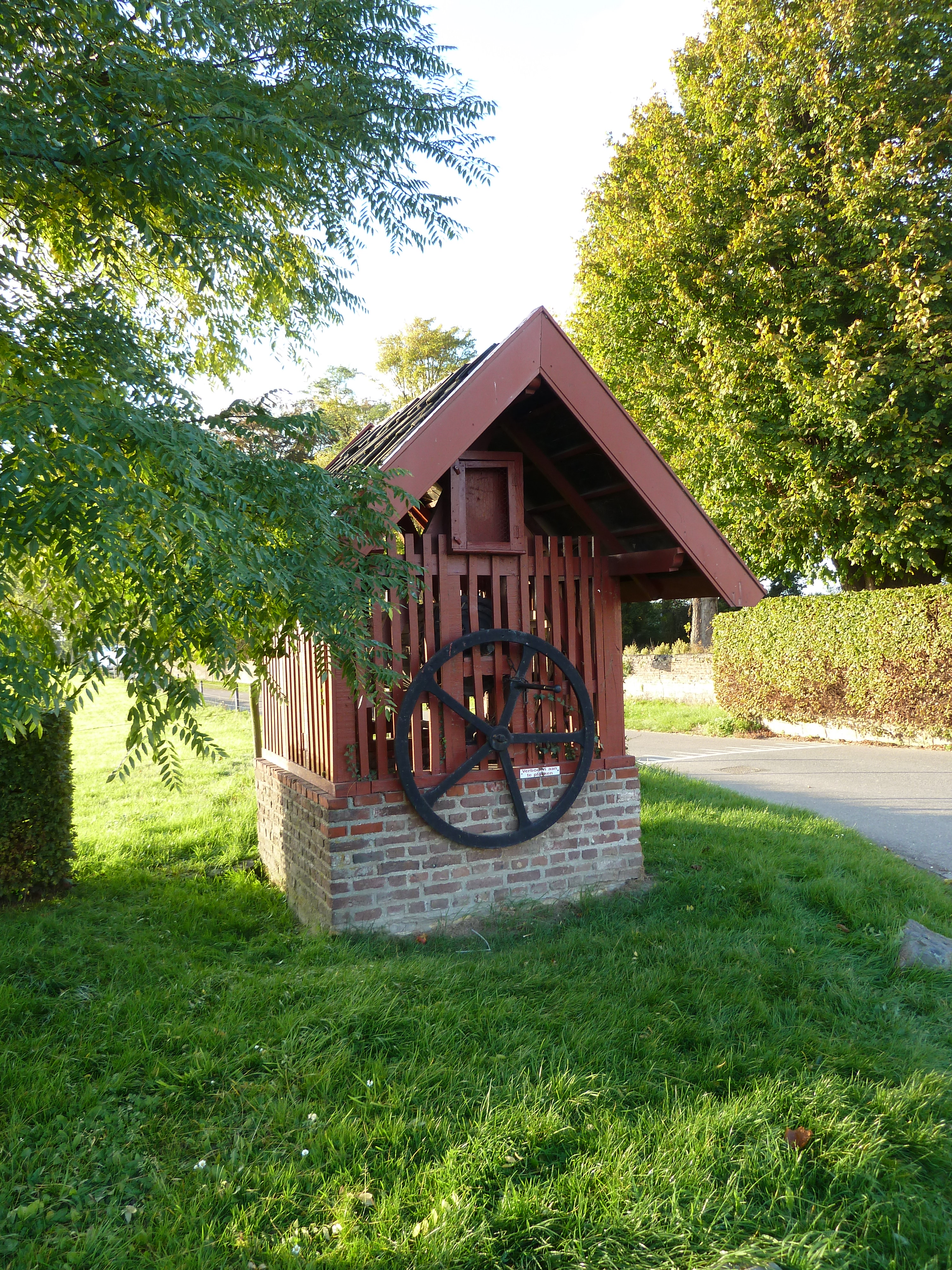
Gasthuis (rijksmonument)
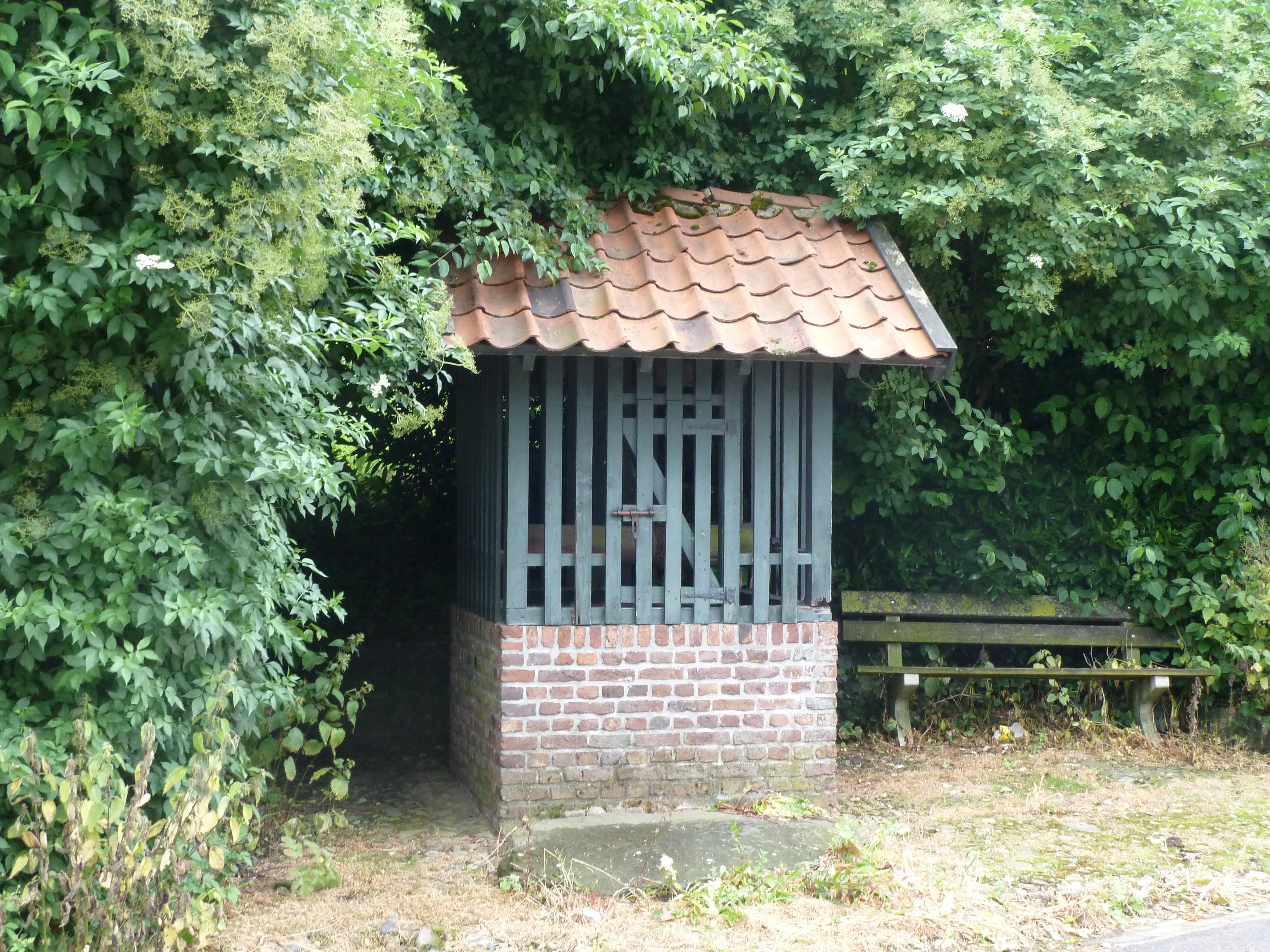
Geverik
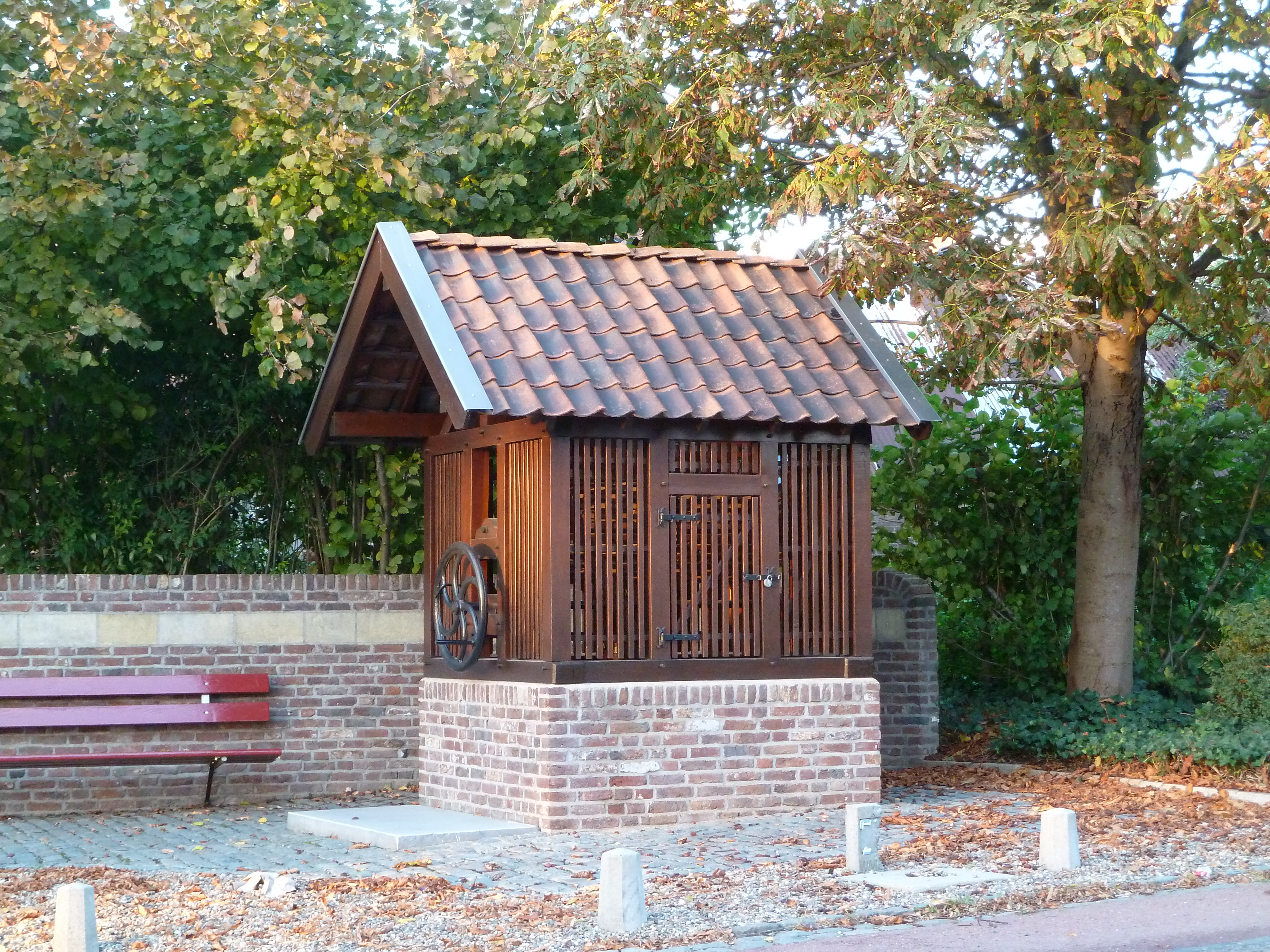
Herkenrade
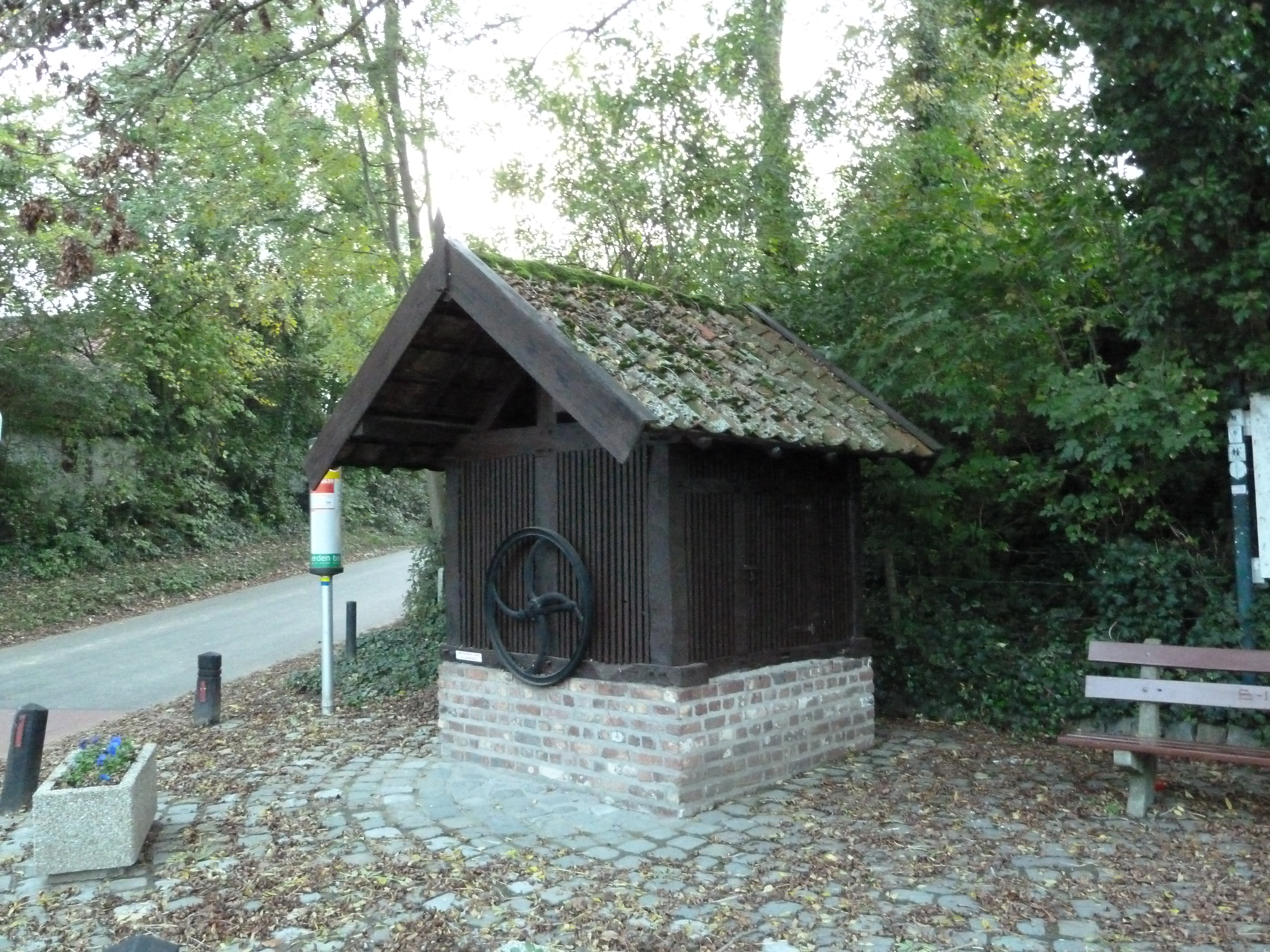
Honthem
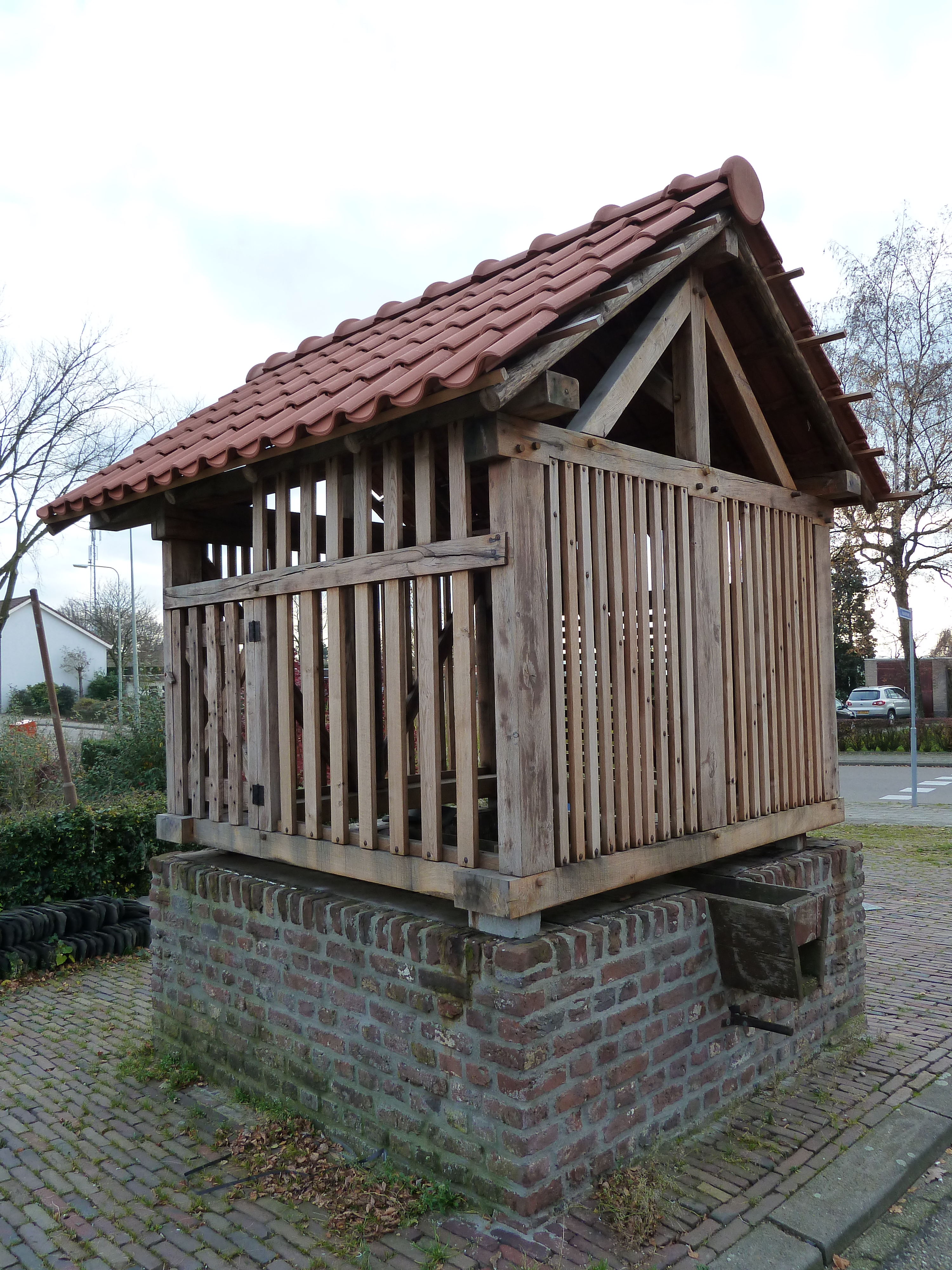
Huls
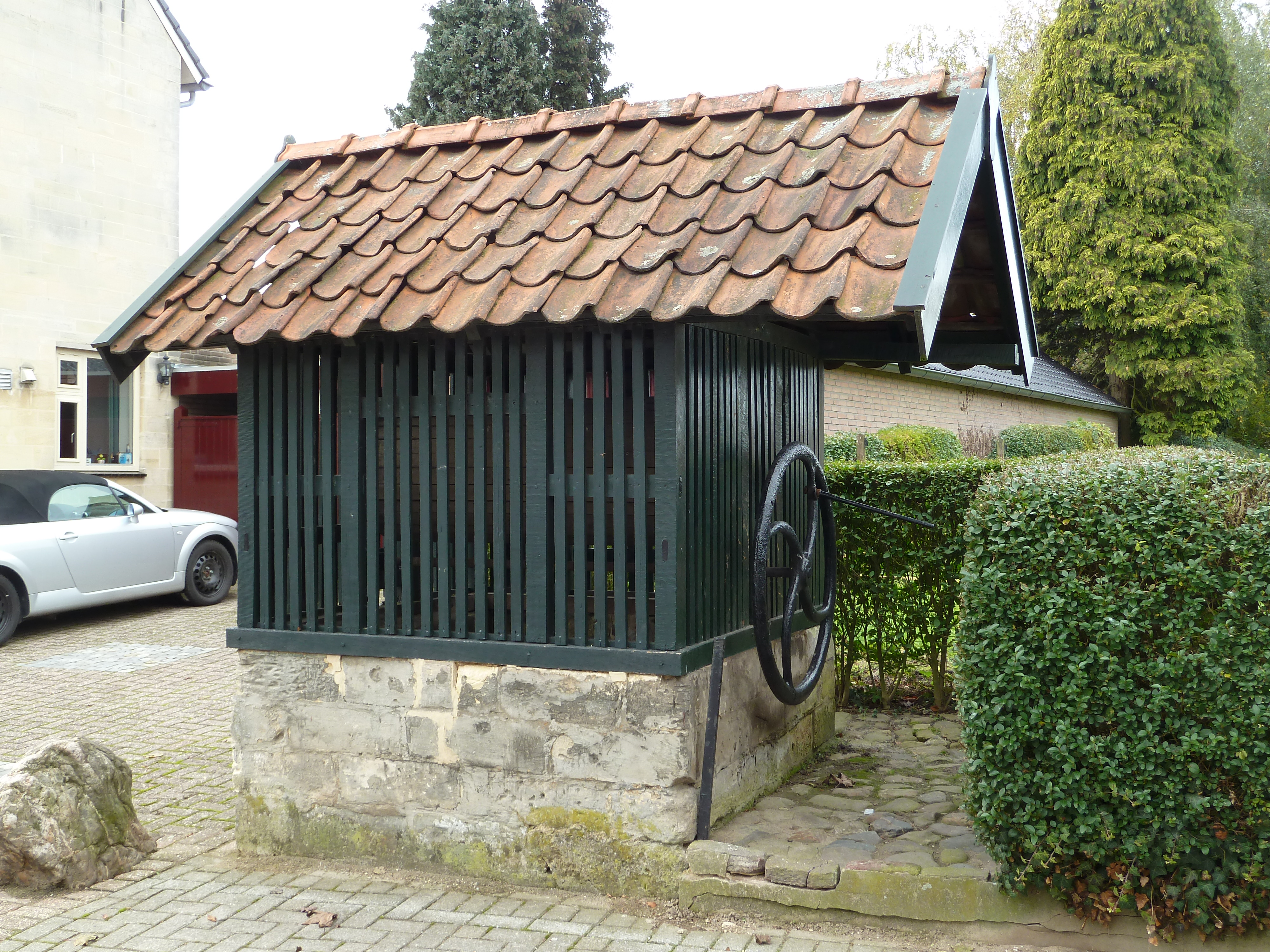
IJzeren (Groenstraat 1)
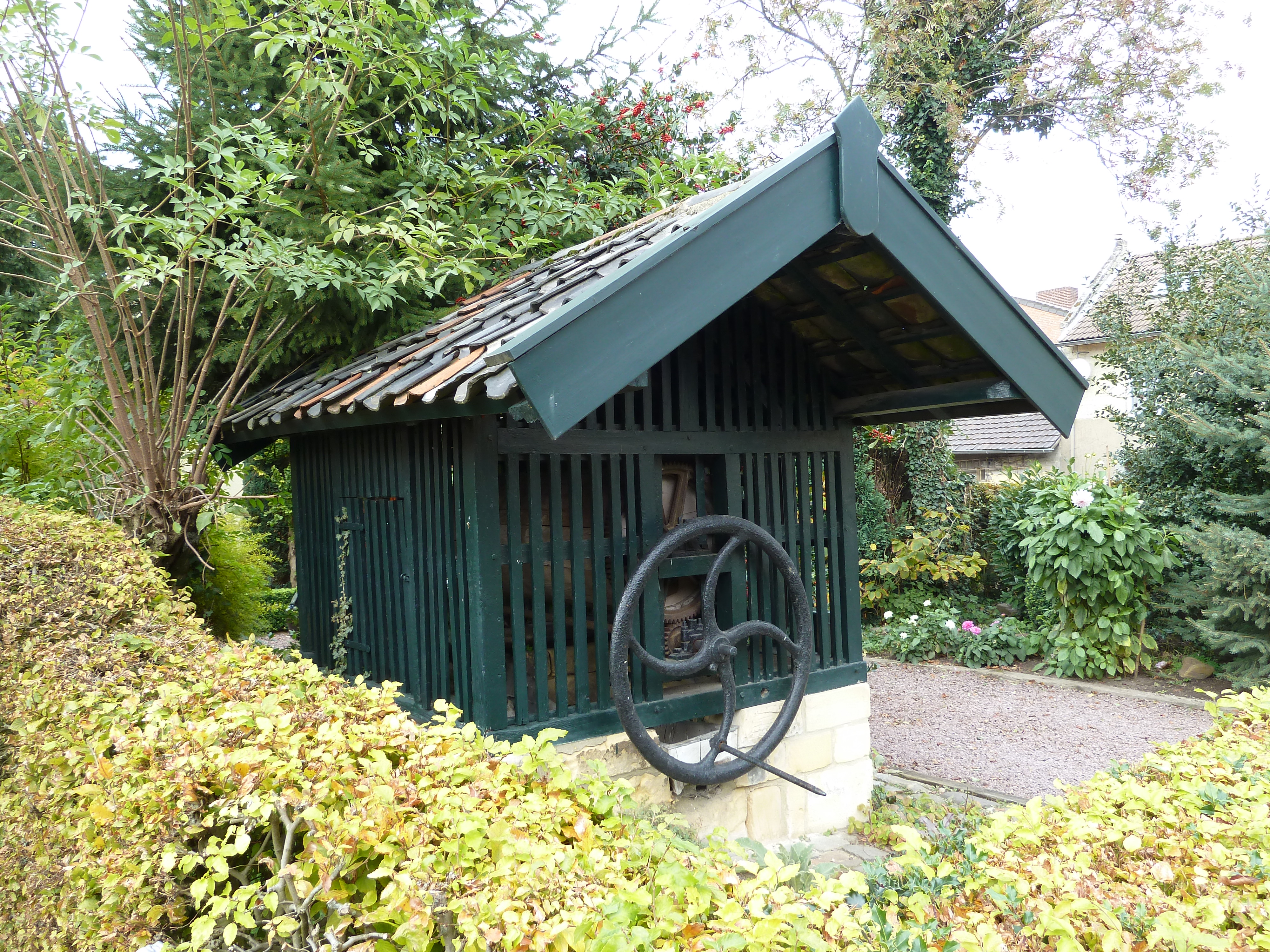
IJzeren (Groenstraat 9)
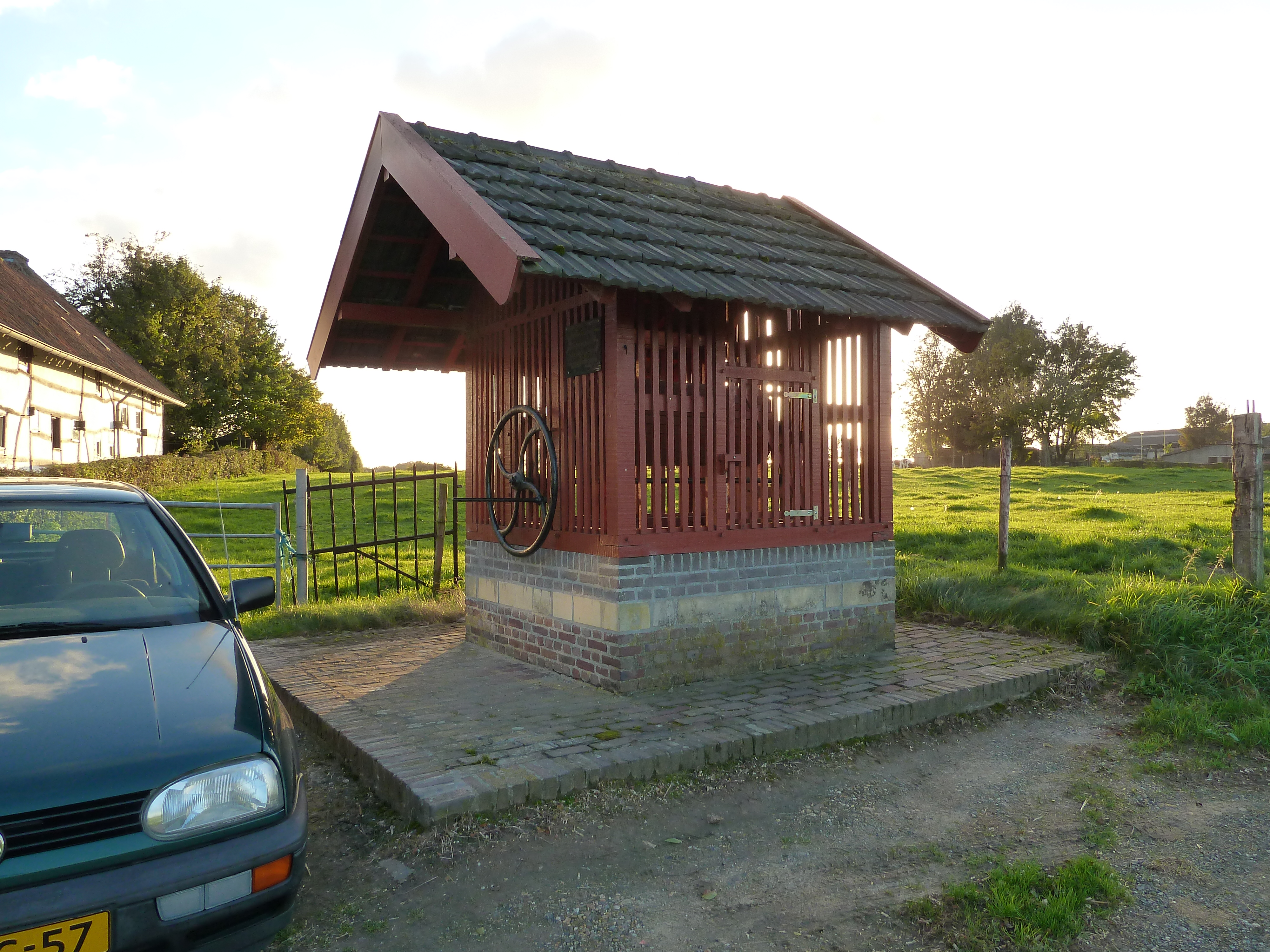
Klein Welsden (rijksmonument)
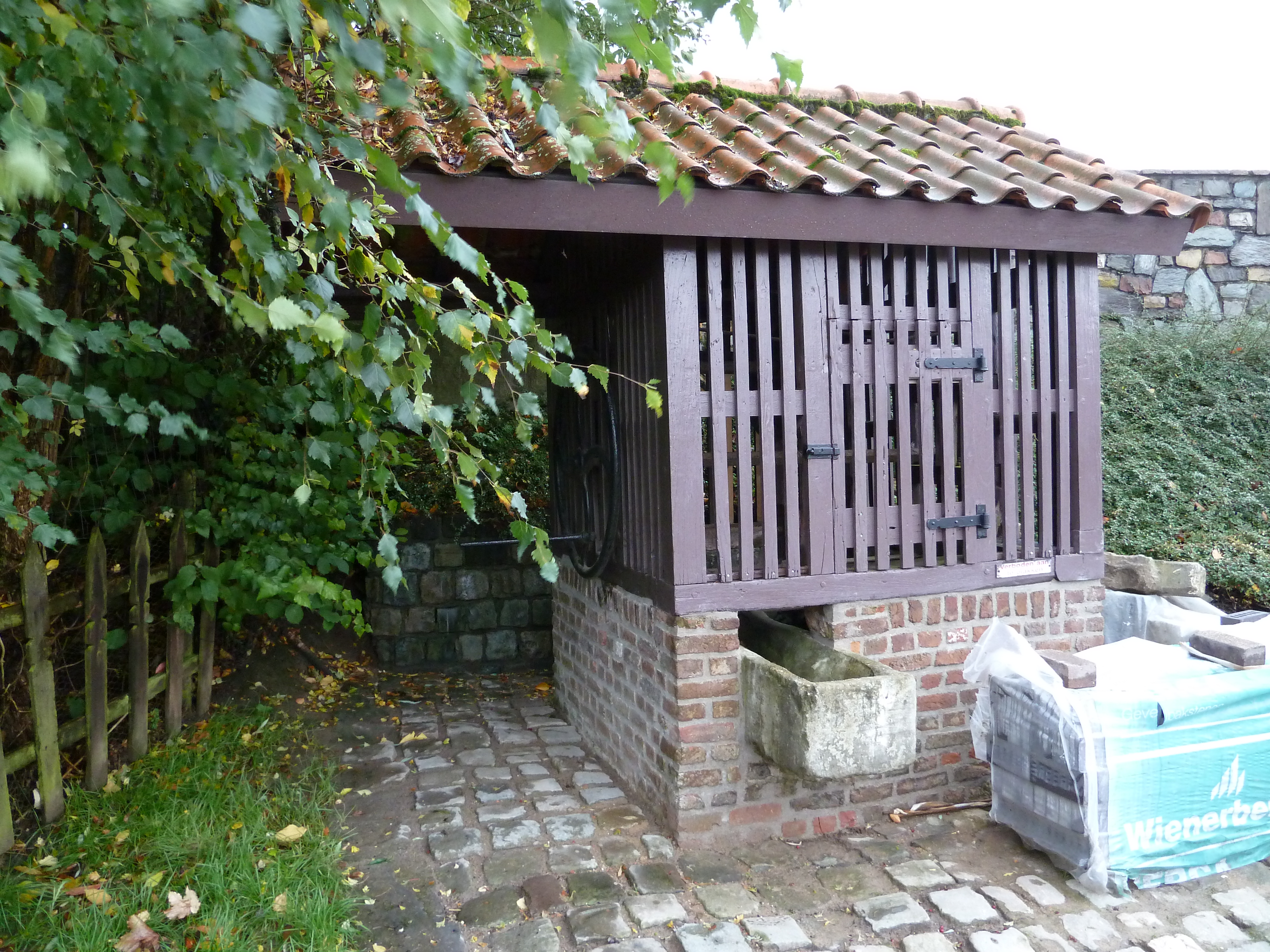
Margraten (aan de Rijksweg, rijksmonument)
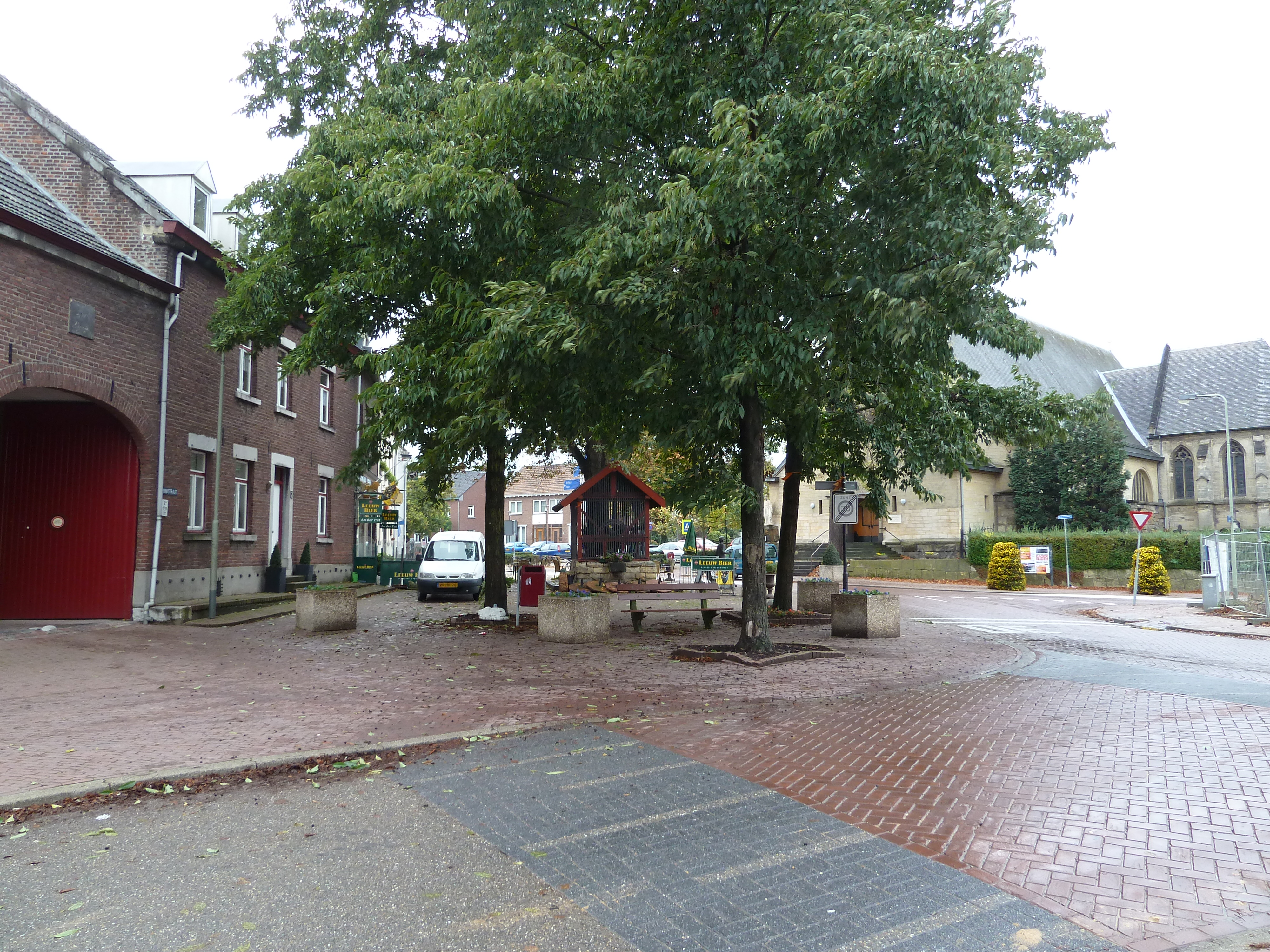
Margraten (bij de kerk, rijksmonument)
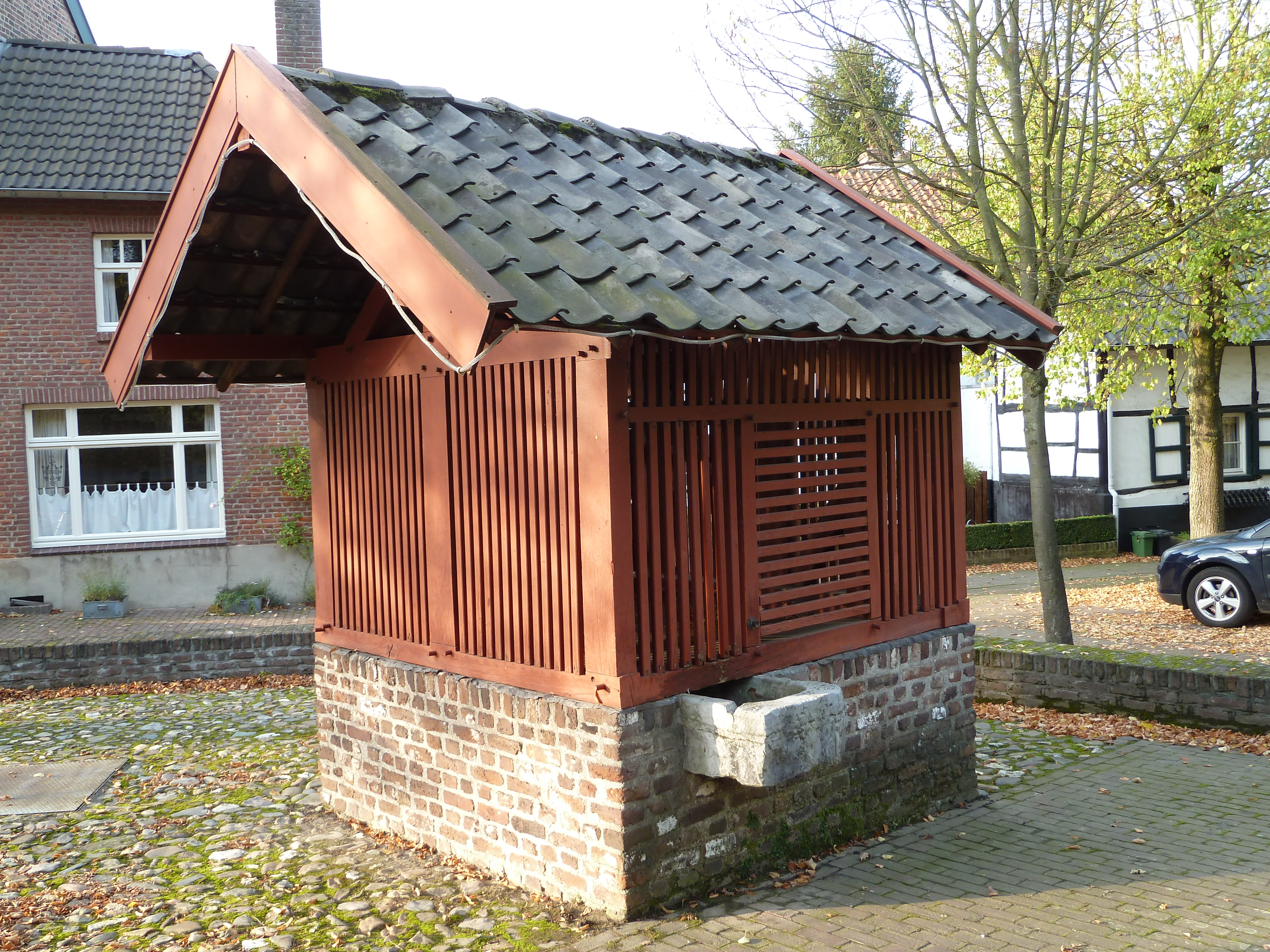
Mheer
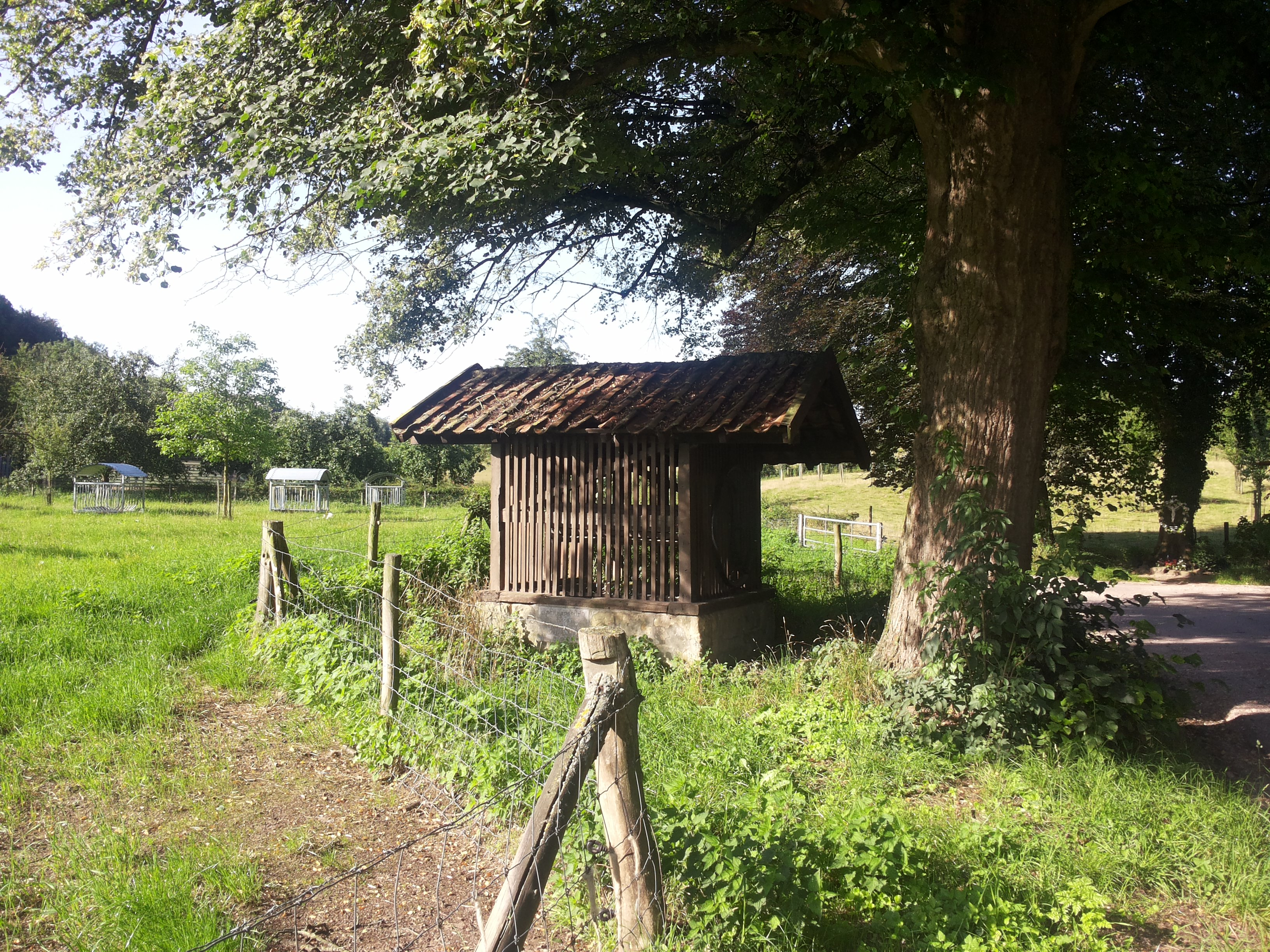
Gerendal, Oud-Valkenburg
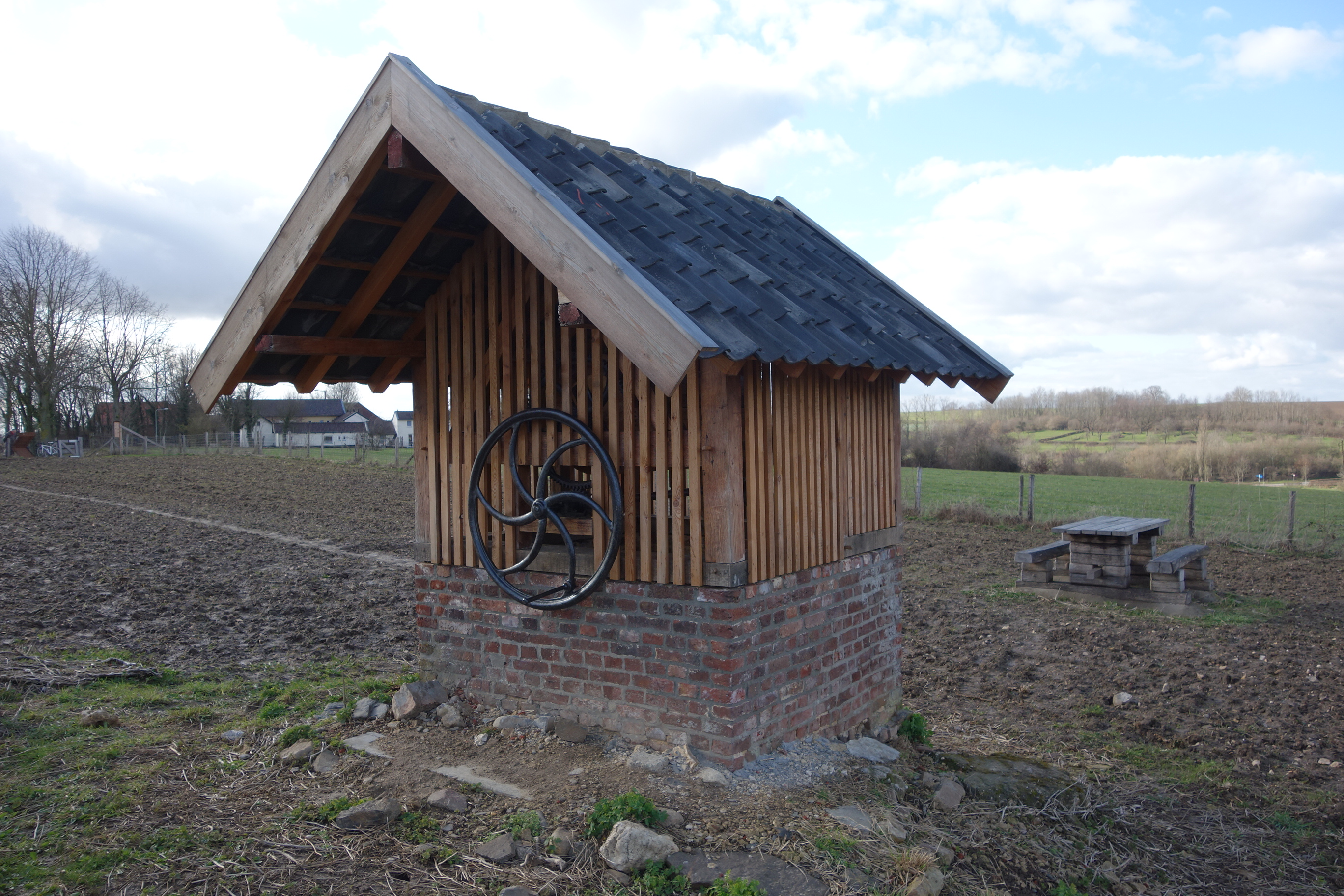
Schey
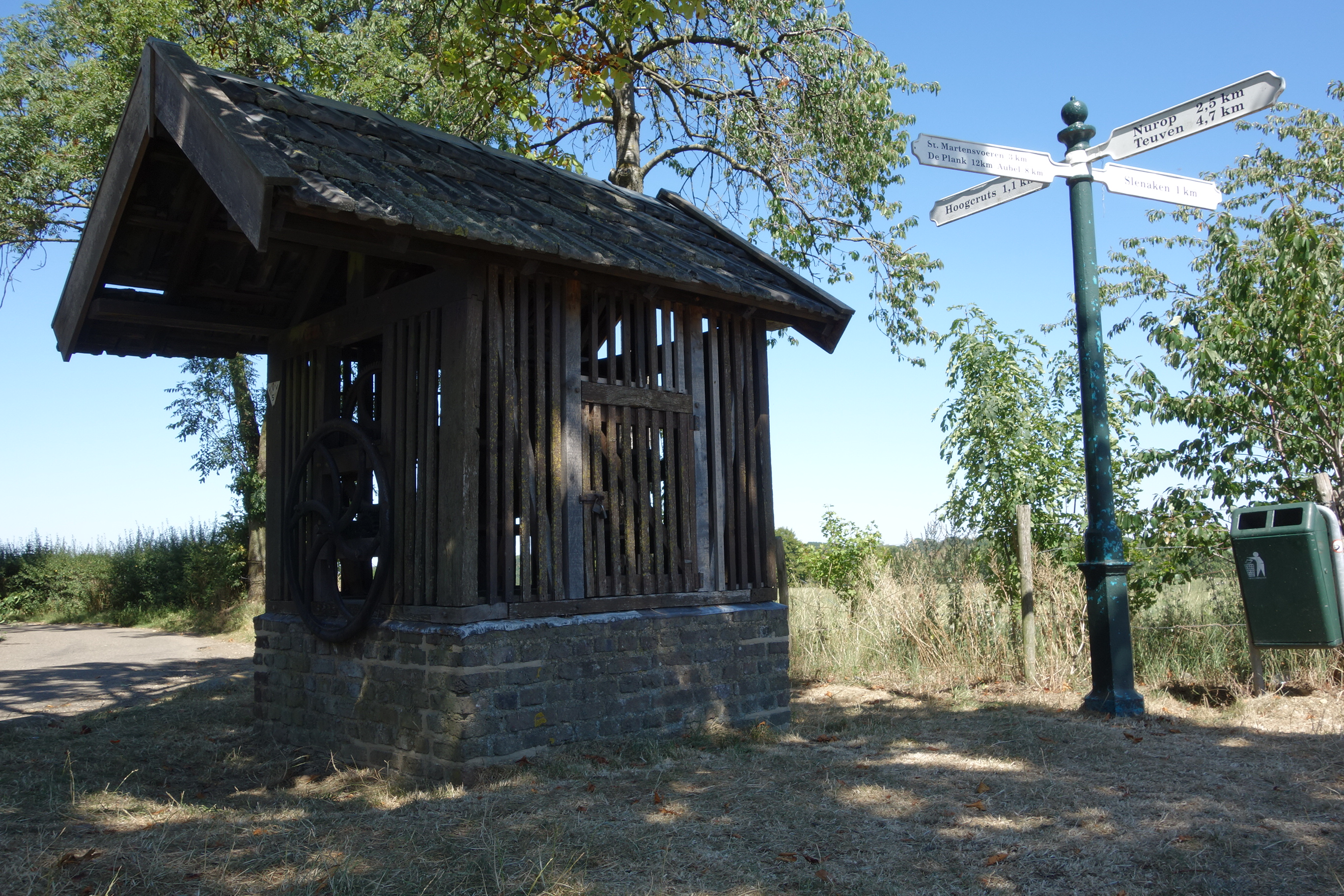
Schilberg
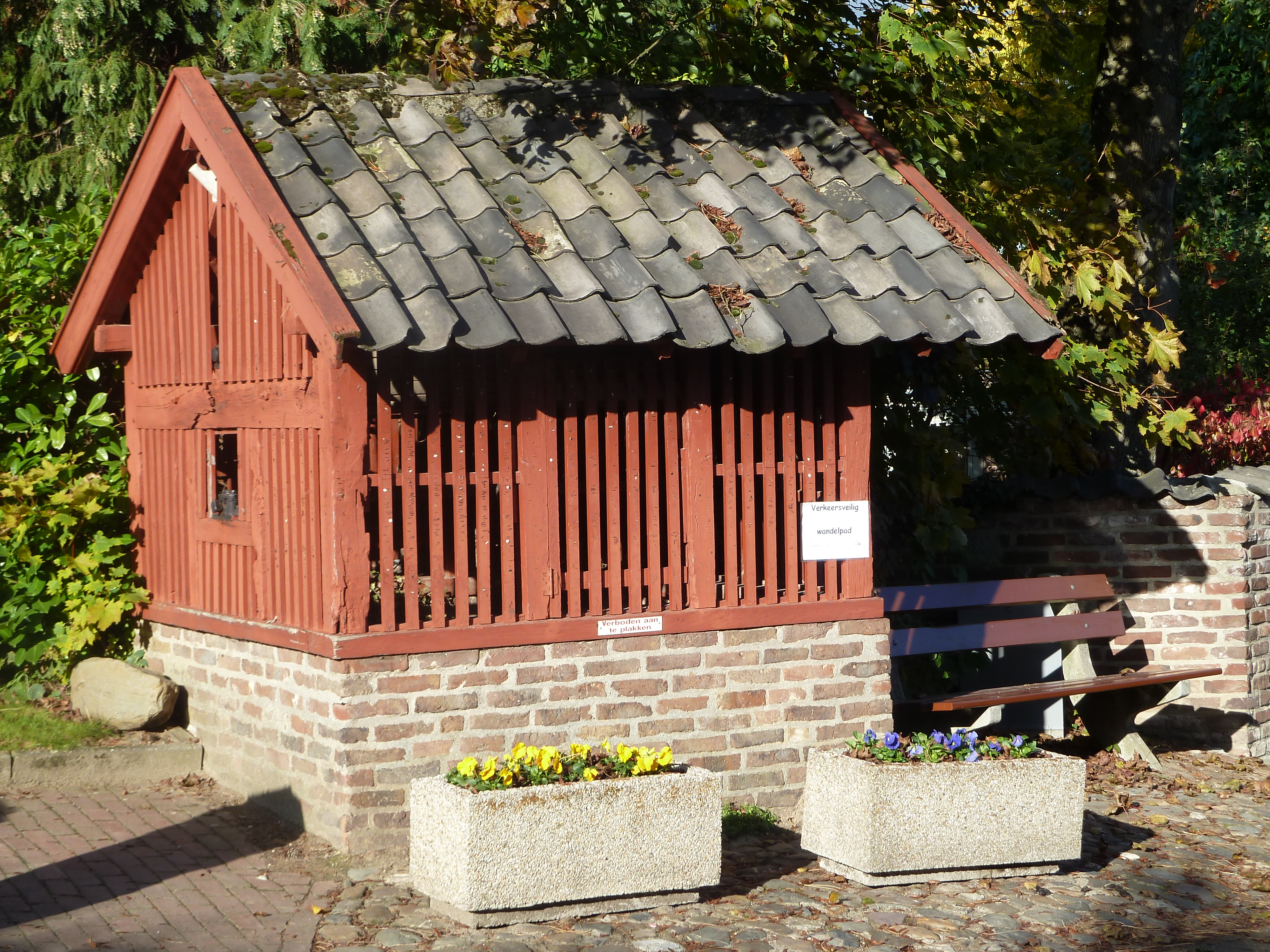
Sint Antoniusbank
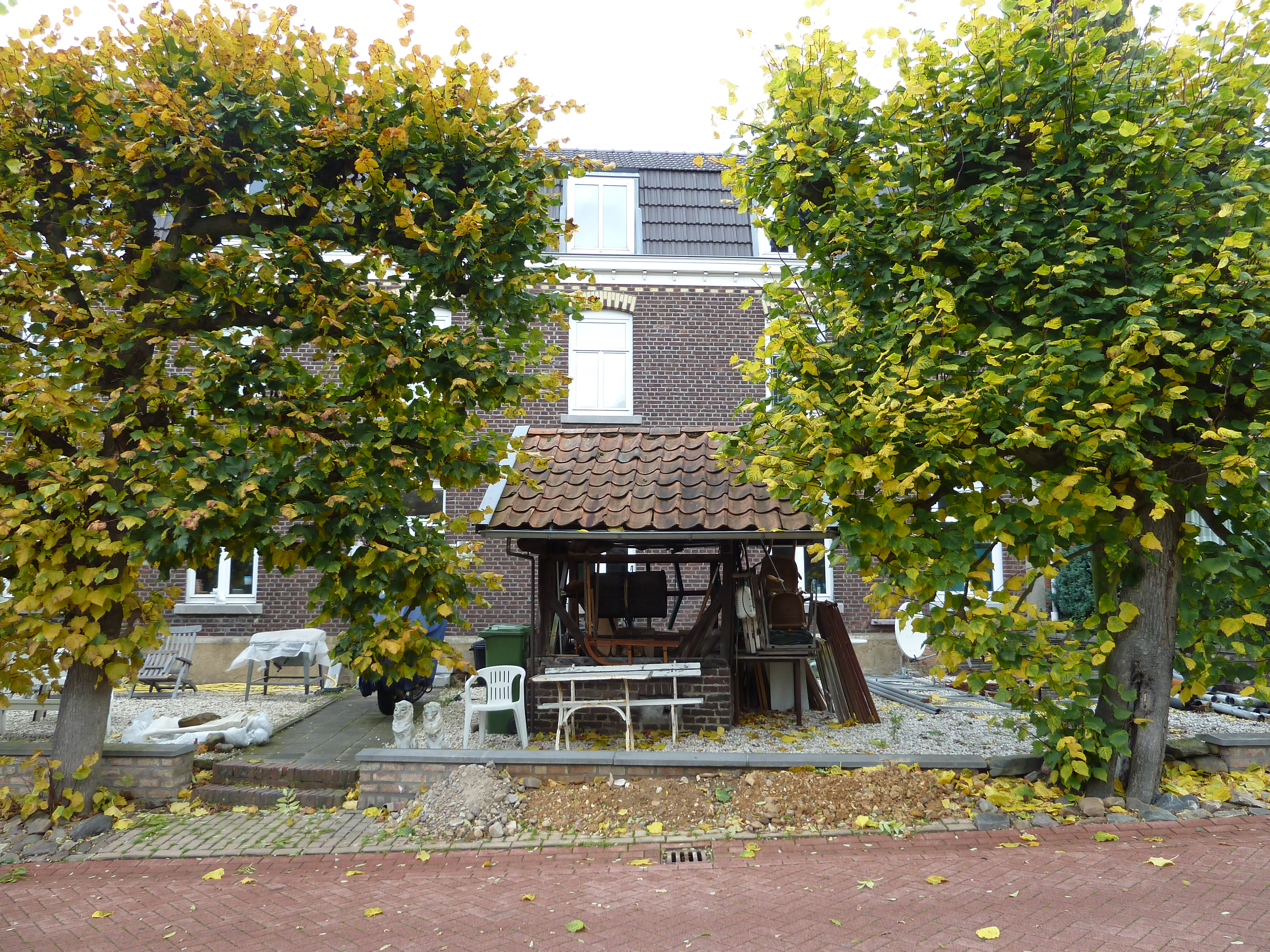
Snijdersberg (rijksmonument)
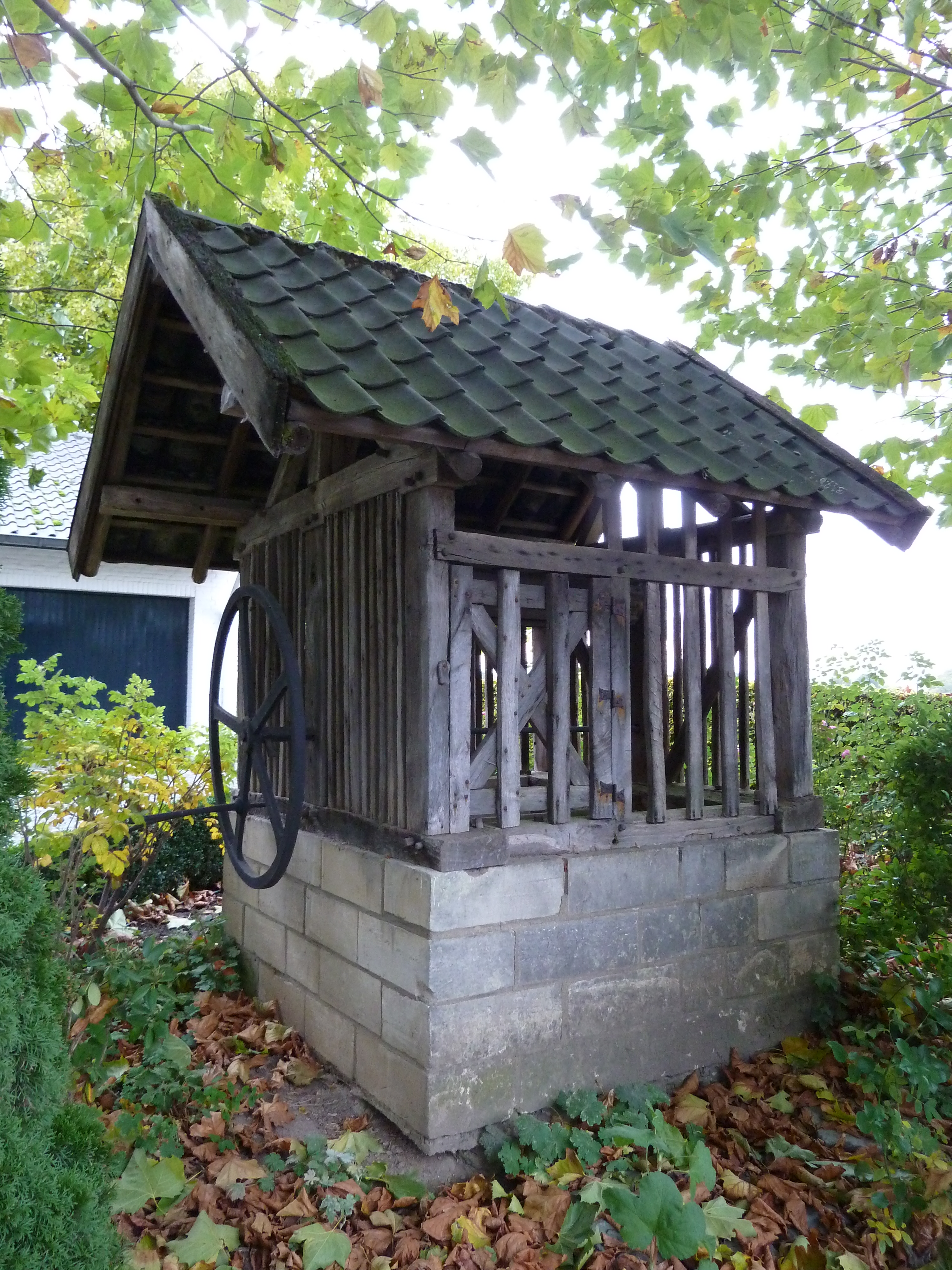
Terblijt (rijksmonument)
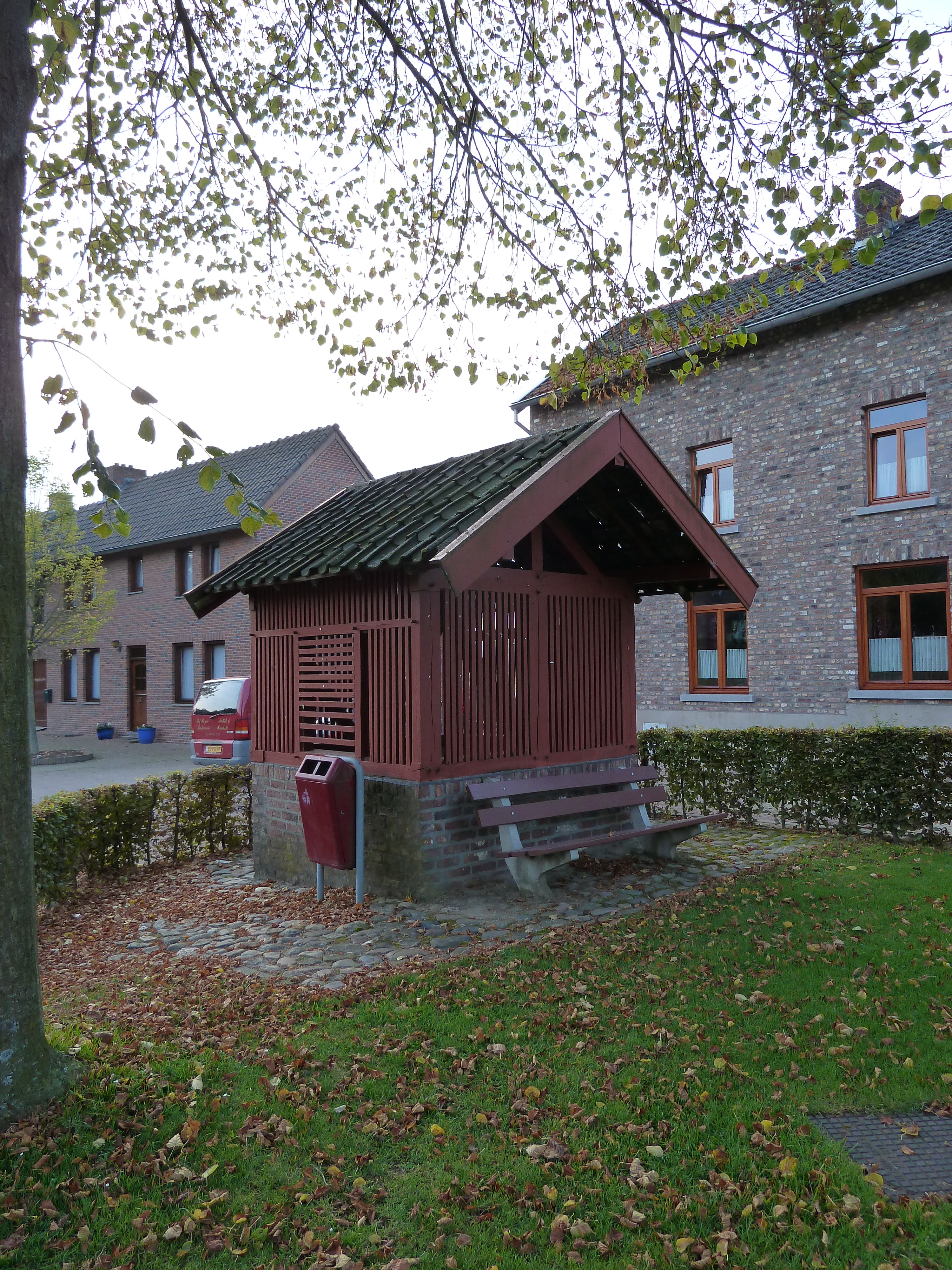
Terhorst
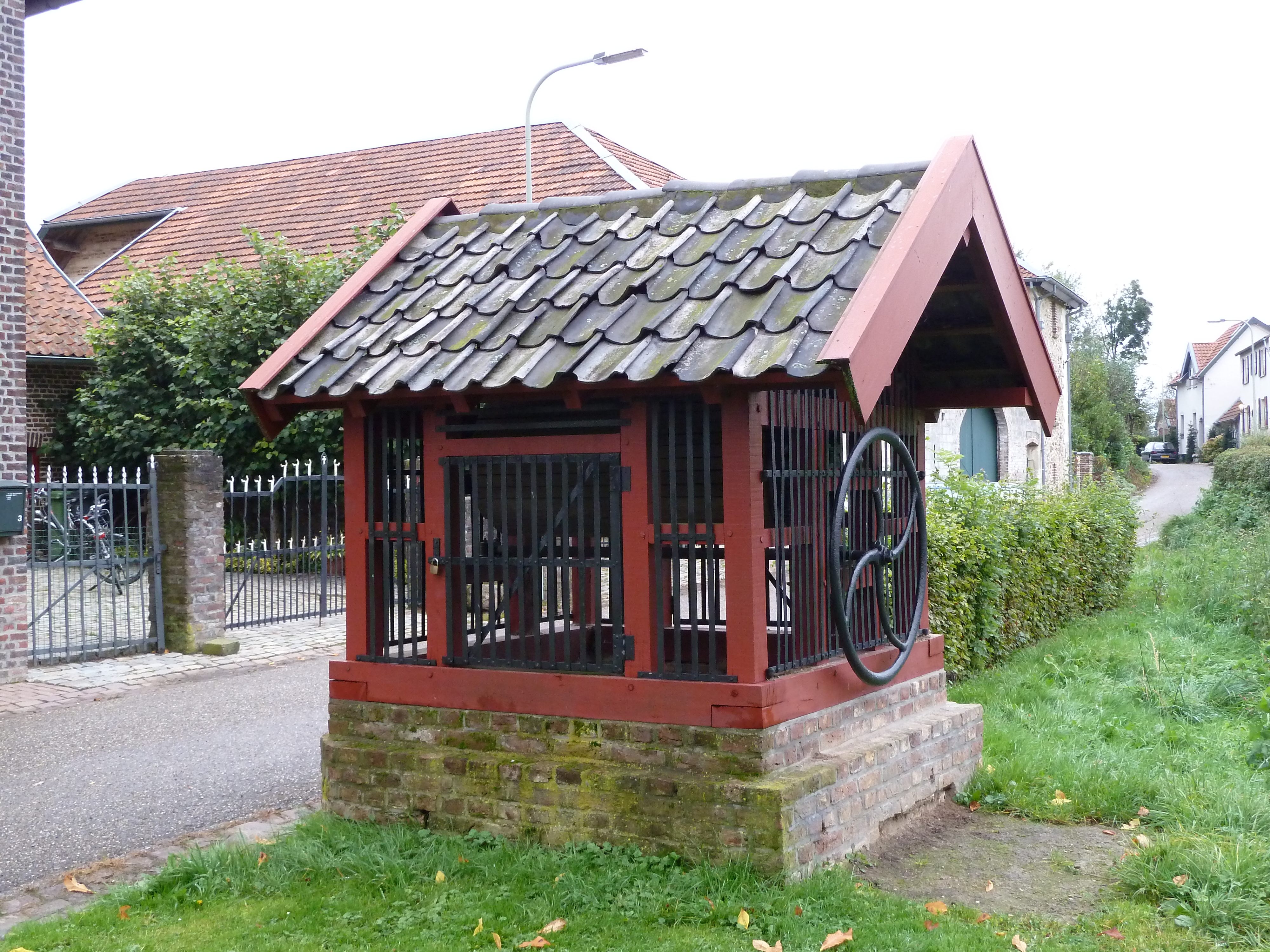
Termaar (In Gen Bauwerkoel, rijksmonument)
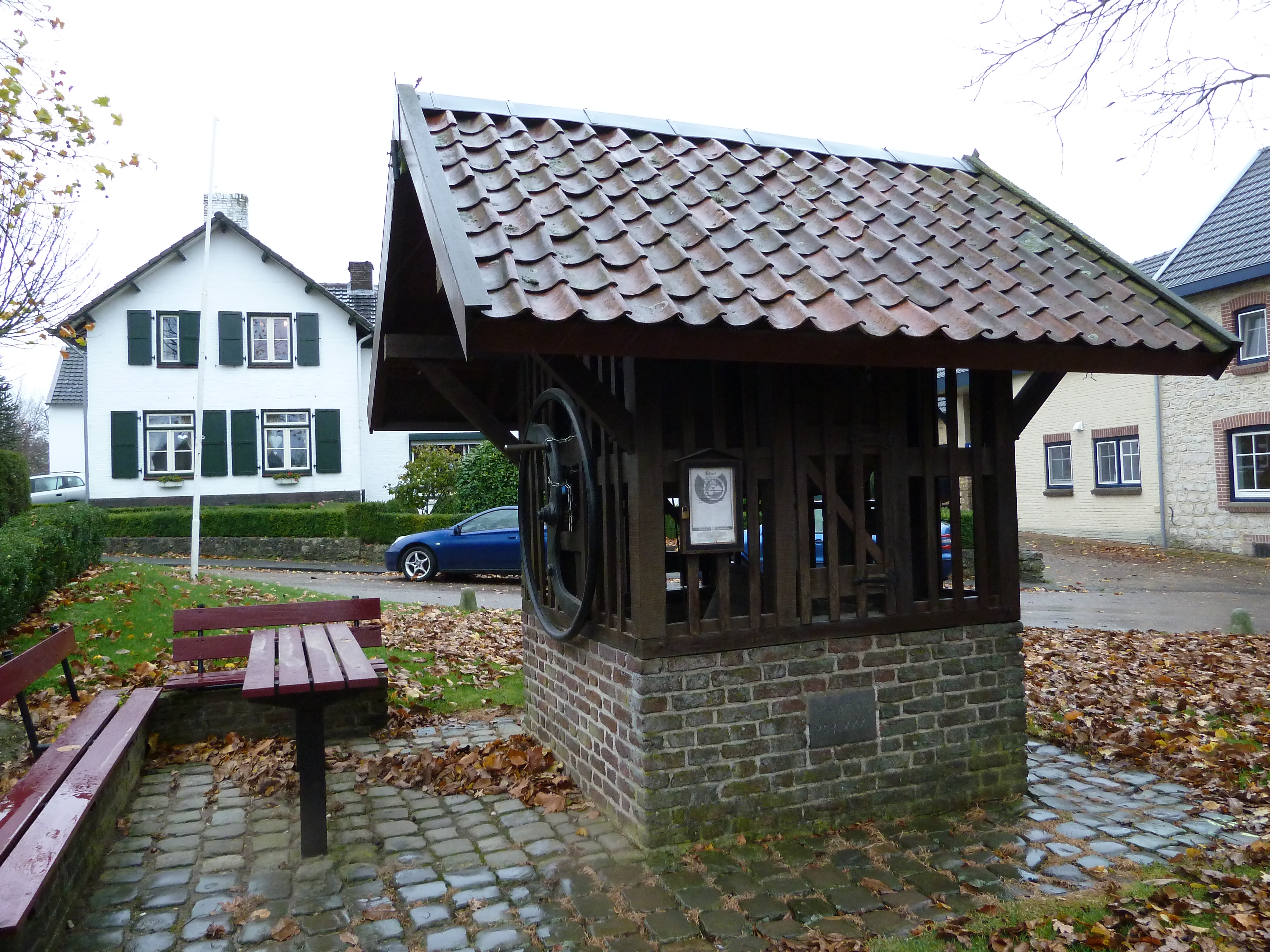
Trintelen